# Cañas (cantão)
Cañas é um cantão da Costa Rica, situado na província de Guanacaste. Limita ao norte com Guatuso, ao oeste com Bagaces, ao leste com Tilarán e Abangares, e ao sul novamente com Abangares e Nicoya. Possui uma área de 682,20 km² e sua população está estimada em 26.201 habitantes.

## Divisão política
Atualmente, o cantão de Cañas possui 5 distritos:
|   | Nome do Distrito |
| - | ---------------- |
| 1 | Cañas            |
| 2 | Palmira          |
| 3 | San Miguel       |
| 4 | Bebedero         |
| 5 | Porozal          |